# الحروب الأهلية الأرجنتينية
الحروب الأهلية الأرجنتينية هي سلسلة من الحروب الأهلية التي وقعت في الأرجنتين منذ عام 1814 حتى عام 1880. كانت هذه الصراعات منفصلة عن حرب الاستقلال الأرجنتينية (1810-1820)، على الرغم من أنها اندلعت خلال نفس الفترة.
كان الخصوم الرئيسيون -على المستوى الجغرافي- مقاطعة بوينس آيرس ضد المقاطعات الأخرى في الأرجنتين الحديثة، أما على المستوى السياسي، فكان الحزب الفيدرالي مقابل حزب الاتحاديين. كان السبب الرئيسي للصراع هو المركزية المفرطة التي مارسها قادة بوينس آيرس ودفعوا بها، واحتكارهم لاستخدام ميناء بوينس آيرس كوسيلة وحيدة للتجارة الدولية لفترة طويلة. من المشاركين الآخرين في أوقات معينة كانت أوروغواي، التي أصبحت مستقلة عن المقاطعات المتحدة لريو دي لا بلاتا عام 1828، إضافة إلى الإمبراطوريتين البريطانية والفرنسية، لا سيما خلال الحصار الفرنسي لريو دي لا بلاتا عام 1838 وخلال الحصار الإنجليزي الفرنسي لريو دي لا بلاتا الذي انتهى عام 1850.

## نظرة عامة

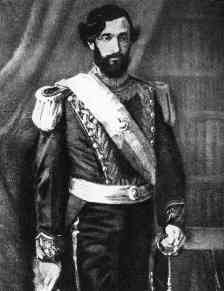
بارتولومي ميتري

### الصراعات الأولى ضد الحكم المركزي
لطالما ميزت النزعة الإقليمية العلاقة بين المقاطعات العديدة لما هي اليوم الأرجنتين، ولم تسفر حروب الاستقلال عن وحدة وطنية. شكل إنشاء عصبة الشعوب الحرة من قبل مقاطعة باندا الشرقية ومقاطعة إنتري ريوس ومقاطعة كورينتس ومقاطعة ميسيونيس وإقليم قرطبة في يونيو 1814 أول تمزق رسمي في المقاطعات المتحدة لأمريكا الجنوبية التي أنشأتها ثورة مايو عام 1810.
أحبطت معركة سيبيدا (1820) هدف قادة بوينس آيرس لحكم البلاد بموجب الدستور الأرجنتيني لعام 1819، وبعد سلسلة من الاضطرابات وبعد زوال جمهورية دستورية قصيرة العمر بقيادة برناردينو ريفادافيا المركزية في بوينس آيرس عامي 1826 و 1827، قُسمت المقاطعات المتحدة التي تأسست عام 1810 مرة أخرى، وظهرت بعدها مقاطعة بوينس آيرس باعتبارها الأقوى بين الولايات العديدة شبه المستقلة.

### روزاس والاتحداديون
توصل حاكم بوينس آيرس خوان مانويل دي روزاس (شغل منصبه منذ 6 ديسمبر 1829 وحتى 5 ديسمبر من العام 1832) وقادة فدراليون آخرون -بدافع الحاجة والعداء المشترك تجاه حزب الاتحاديين الذي ما يزال نشيطًا- إلى تفاهُم دعا إلى أشكال مختلفة من الحكومة المركزية. أدى تأسيس حزب الاتحاديين لرابطة الموحدين عام 1830 برئاسة زعيم قرطبة خوسيه ماريا باز ومشاركة تسع مقاطعات غربية وشمالية إلى إجبار بوينس آيرس وكورينتس ومقاطعات إنتري ريوس -بالدخول في الميثاق الاتحادي لعام 1831- إلى تتفكك بعدها رابطة الاتحاديين. قاد زعيم بوينس آيرس الجنرال خوان لافال، الذي أطاح به روزاس في عام 1829 سلسلةً من التمردات مع تحالفات مختلفة ضد روزاس والميثاق الاتحادي حتى هزيمة لافال واغتياله في عام 1841.
منذ سقوط ريفادافيا وعدم وجود رئيس دولة بما تحمله الكلمة من معنى، كانت هناك ديناميكية يفوض فيها القادة (الكوديلوس) من المقاطعات الداخلية سلطات معينة، مثل دفع الديون الخارجية أو إدارة العلاقات الدولية إلى زعيم بوينس آيرس. إضافة إلى ذلك، مُنح  روزاس مجموع السلطة العامة ما مكّنه من المشاركة في الحرب الأهلية المطولة في أوروغواي لصالح مانويل أوريبي، على الرغم من فشلها.  قاد أوريبي بدوره العديد من الحملات العسكرية نيابة عن روزاس، وأصبح حليفًا لا يقدر بثمن في النضال ضد لافال والاتحاديين الآخرين. وهكذا، بقي الاتحاد الأرجنتيني فاعلًا، وإن كان ذلك في خضم صراعات مستمرة، حتى معركة كاسيروس عام 1852، عندما خلع روزاس ونُفي.